# Worship Him
Worship Him är de schweiziska musikgruppen Samaels debutalbum, utgivet av Osmose Productions 1 april 1991. Detta var skivbolagets allra första utgivning. I USA gavs albumet ut av J.L. America. 

## Historia
Worship Him spelades in i "Taurus studio" i Genève under mars 1990. All text och musik är skriven av Vorphalack, utom musiken till Last Benediction och Worship Him, som är skriven av Xytraguptor. Musiken är producerad av Samael och mixad av Claude Lander. Omslagsdesignen är utformad av Dominique Lang. Albumet såldes i över 100 000 exemplar bara i Europa.
Albumet är tillägnat minnet av de båda bröderna Vorphalacks och Xytraguptors far, som hade avlidit några år tidigare. 
År 1994 gav Century Media Records ut albumet tillsammans med det nästkommande, Blood Ritual, i en dubbelutgåva kallad 1987–1992. Worship Him återutgavs 2005 med nio bonusspår, varav åtta livespår samt en cover-version på Venoms Manitou. Den totala speltiden på denna utgåva är 1:10:33.

## Låtlista
1. Sleep of Death - 3:45
2. Worship Him - 6:30
3. Knowledge of the Ancient Kingdom - 5:06
4. Morbid Metal - 4:56
5. Rite of Cthulhu - 2:02
6. The Black Face -3:31
7. Into the Pentagram - 6:47
8. Messenger of the Light - 2:42
9. Last Benediction -1:23
10. The Dark - 4:29

### Bonusspår på 2005 års utgåva
11. Manitou - 3:13 (Venom-cover)

12. Total consecration - 2:03 (live)

13. Until the chaos - 3:21 (live)

14. Blood ritual - 3:20 (live)

15. Rite of Cthulhu - 4:41 (live)

16. After the sepulture - 3:56 (live)

17: Beyond nothingness - 4:31 (live)

18. Worship him - 5:36 (live)

19. Morbid metal - 5:14 (live)

## Banduppsättning
- Xytraguptor - trummor, keyboard
- Vorphalack - sång, gitarr
- Masmiseîm - bas

### Övriga medverkande
- Claude Lander - mixning
- Dominique Lang - omslagsdesign